# Pınarbaşı, Kaş
Pınarbaşı là một xã thuộc huyện Kaş, tỉnh Antalya, Thổ Nhĩ Kỳ. Dân số thời điểm năm 2011 là 93 người.